# Tornei di tennis maschili indipendenti nel 1988
AmNel 1988 i tornei di tennis maschili facevano parte del Nabisco Grand Prix 1988, ma alcuni non erano inseriti in nessun particolare circuito.

## Calendario

### Gennaio
| Settimana  | Torneo                                                                       | Vincitore              | Finalista   | Semifinalisti | Eliminati ai quarti |
| ---------- | ---------------------------------------------------------------------------- | ---------------------- | ----------- | ------------- | ------------------- |
| 9 gennaio  | Kooyong Classic 1988 Kooyong, Australia Erba Singolare - Doppio              | Pat Cash 6–4 7–6(4)    | Wally Masur |               |                     |
| 9 gennaio  | Kooyong Classic 1988 Kooyong, Australia Erba Singolare - Doppio              |                        |             |               |                     |
| 10 gennaio | Sanctuary Cove Classic 1988 Gold Coast, Australia Cemento Singolare - Doppio | Ivan Lendl 6-7 7-6 6-4 | Wally Masur |               |                     |
| 10 gennaio | Sanctuary Cove Classic 1988 Gold Coast, Australia Cemento Singolare - Doppio |                        |             |               |                     |

### Febbraio
Nessun evento

### Marzo
Nessun evento

### Aprile
| Settimana | Torneo                                                                   | Vincitore                 | Finalista     | Semifinalisti | Eliminati ai quarti |
| --------- | ------------------------------------------------------------------------ | ------------------------- | ------------- | ------------- | ------------------- |
| 24 aprile | Tulsa Bank of Oklahoma Tennis Classic 1988 Tulsa, USA Singolare - Doppio | Amos Mansdorf 2-6 7-5 6-4 | Jimmy Connors |               |                     |
| 24 aprile | Tulsa Bank of Oklahoma Tennis Classic 1988 Tulsa, USA Singolare - Doppio |                           |               |               |                     |

### Maggio
| Settimana | Torneo                                                                              | Vincitore              | Finalista     | Semifinalisti | Eliminati ai quarti |
| --------- | ----------------------------------------------------------------------------------- | ---------------------- | ------------- | ------------- | ------------------- |
| 1º maggio | Challenge of Champions 1988 Atlanta, USA Terra rossa - 500 000 $ Singolare - Doppio | Ivan Lendl 2–6 6–1 6–3 | Stefan Edberg |               |                     |
| 1º maggio | Challenge of Champions 1988 Atlanta, USA Terra rossa - 500 000 $ Singolare - Doppio |                        |               |               |                     |
| 10 maggio | Audi Tournament 1988 Ede, Paesi Bassi Terra rossa Singolare - Doppio                | Ivan Lendl 6–2 6–3     | John Frawley  |               |                     |
| 10 maggio | Audi Tournament 1988 Ede, Paesi Bassi Terra rossa Singolare - Doppio                |                        |               |               |                     |

### Giugno
| Settimana | Torneo                                   | Vincitore          | Finalista            | Semifinalisti | Eliminati ai quarti |
| --------- | ---------------------------------------- | ------------------ | -------------------- | ------------- | ------------------- |
| 1º maggio | Wirral Classic 1988 West Kirby, USA Erba | David Pate 7-6 6-4 | Christo van Rensberg |               |                     |
| 1º maggio | Wirral Classic 1988 West Kirby, USA Erba |                    |                      |               |                     |

### Luglio
| Settimana | Torneo                                                                            | Vincitore               | Finalista     | Semifinalisti | Eliminati ai quarti |
| --------- | --------------------------------------------------------------------------------- | ----------------------- | ------------- | ------------- | ------------------- |
| 24 luglio | Hartmarx Racquet Club Apparel Tennis Classic 1988 Monterey, USA Cemento Singolare | Ivan Lendl 6–4 7–6      | Kevin Curren  |               |                     |
| 10 luglio | Torneo di Osaka 1988 Osaka, Giappone Singolare - Doppio                           | Tim Mayotte 6-4 3-6 6-4 | Jimmy Connors |               |                     |
| 10 luglio | Torneo di Osaka 1988 Osaka, Giappone Singolare - Doppio                           |                         |               |               |                     |

### Agosto
| Settimana | Torneo                                                    | Vincitore                | Finalista    | Semifinalisti | Eliminati ai quarti |
| --------- | --------------------------------------------------------- | ------------------------ | ------------ | ------------- | ------------------- |
| 28 agosto | Hamlet Challenge Cup 1988 Jericho, USA Singolare - Doppio | Andre Agassi 6-3 0-6 6-4 | Yannick Noah |               |                     |
| 28 agosto | Hamlet Challenge Cup 1988 Jericho, USA Singolare - Doppio |                          |              |               |                     |

### Settembre
Nessun evento

### Ottobre
| Settimana  | Torneo                                                           | Vincitore                  | Finalista     | Semifinalisti | Eliminati ai quarti |
| ---------- | ---------------------------------------------------------------- | -------------------------- | ------------- | ------------- | ------------------- |
| 16 ottobre | Torneo di Hong Kong 1988 Hong Kong, Hong Kong Singolare - Doppio | Miloslav Mečíř 7-6 6-4 6-1 | Stefan Edberg |               |                     |
| 16 ottobre | Torneo di Hong Kong 1988 Hong Kong, Hong Kong Singolare - Doppio |                            |               |               |                     |

### Novembre
| Settimana   | Torneo                                                                                    | Vincitore              | Finalista       | Semifinalisti | Eliminati ai quarti |
| ----------- | ----------------------------------------------------------------------------------------- | ---------------------- | --------------- | ------------- | ------------------- |
| 6 novembre  | European Community Championships 1988 Anversa, Belgio Sintetico indoor Singolare - Doppio | John McEnroe 7-5 6-2   | Andrej Česnokov |               |                     |
| 6 novembre  | European Community Championships 1988 Anversa, Belgio Sintetico indoor Singolare - Doppio |                        |                 |               |                     |
| 13 novembre | Torneo di Stuttgart 1988 Stoccarda, Germania Singolare - Doppio                           | Miloslav Mečíř 6-3 6-2 | Andres Gomez    |               |                     |
| 13 novembre | Torneo di Stuttgart 1988 Stoccarda, Germania Singolare - Doppio                           |                        |                 |               |                     |

### Dicembre
| Settimana   | Torneo                                                                     | Vincitore            | Finalista  | Semifinalisti | Eliminati ai quarti |
| ----------- | -------------------------------------------------------------------------- | -------------------- | ---------- | ------------- | ------------------- |
| 11 dicembre | Michelin Challenge 1988 Inglewood, USA Sintetico indoor Singolare - Doppio | John McEnroe 7-5 6-2 | Ivan Lendl |               |                     |
| 11 dicembre | Michelin Challenge 1988 Inglewood, USA Sintetico indoor Singolare - Doppio |                      |            |               |                     |